# Branko Dragišić
Branko Dragišić (Rujevac na Banovini, 27. studenog 1896. − Zagreb, 5. veljače 1947.), hrvatski pedijatar srpskog podrijetla, profesor na Medicinskom fakultetu u Zagrebu.
Otac mu je bio pravoslavni svećenik. Imao je petero braće i jednu sestru.
Nakon što je osnovnu školu završio u rodnom mjestu, gdje mu je službovao otac, gimnaziju je pohađao u Petrinji i Srijemskim Karlovcima.
Zbog suradnje s velikosrpskom organizacijom Mlada Bosna, involviranom u terorističke akte, osuđen je na smrt, ali je pomilovan te upućen na vojnu službu. Zarobljen je na bojištu u Galiciji, te je interniran u Sibiru. Bježi preko kineske pustinje Gobi, te uspijeva brodom doći do Grčke, gdje se na Solunskom frontu pridružuje srbijanskoj vojsci. Kao srpski vojnik, teško je ranjen u glavu.
Nakon I. svjetskog rata, završava 1924. godine studij medicine u Čehoslovačkoj. Od 1934. godine je docent na Medicinskom fakultetu u Zagrebu, a od 1939. je u zvanju izvanrednog profesora, za za predmet Higijena dječjeg doba.
Godine 1939. objavljuje tri rada o endemskom sifilisu u Bosni, te opširan izvještaj pod naslovom "Endemijski sifilis kod djece u Bosni". Za vrijeme terenskog rada u Bosni se i zarazio infekcijom dizenterije; od njenih poslјedica duže je patio.
Iste godine u suradnji s dr. Ernestom Majerhoferom objavljuje udžbenik "Pedijatrija", a naredne godine radove: "Opće smjernice zaštite djeteta na selu", "Meningitis cerebrospinalis epidemica", "Naša iskustva kod pilerospasma dojenčadi" i "Indikacije i kontraindikacije klime našeg mora kod dečjih bolesti".
Nakon uspostave NDH je umirovljen, ali nastoji ostati aktivan, te se bilježe njegova predavanja u masonskoj loži u Zagrebu 1941. i 1942. godine.
Godine 1942. je upućen za liječnika u Domu za djecu Jastrebarsko - ustanovu koju efektivno i osniva u suradnji s Akcijom Diane Budisavljević. Upravu ustanove i rad u njoj ubrzo preuzimaju Sestre milosrdnice, a dr. Dragišić nastavlja djeci pružati medicinsku skrb, zajedno s liječnicima Brankom Davilom i Karlom Weissmannom.
Nakon kraja rata, od lipnja 1945. godine je redovni profesor na Katedri pedijatrije Medicinskog fakulteta u Zagrebu.
Bio je član uredničkog odbora "Liječničkog vjesnika", tajnik i kasniji potpredsjednik Društva pedijatara Hrvatske, kao i Jugoslavenskog pedijatrijskog društva.